# Xyphon diducta
Xyphon diducta är en insektsart som beskrevs av Fowler 1900. Xyphon diducta ingår i släktet Xyphon och familjen dvärgstritar. Inga underarter finns listade i Catalogue of Life.